# Károsy Pál
Károsy Pál (Erzsébetfalva, 1904. február 22. – Budapest, 1976. április 21.) magyar író, helytörténész, temetőkutató.

## Életpályája
Szülei: Károsy Géza és Szabó Ilona voltak.
Sírja az Új köztemetőben található (196-7-1-105).

## Munkássága
Diákként kezdte el hatalmas sírvers- és sírfeliratgyűjteményének összeállítását, amit munkája mellett és nyugdíjasként is éveken át folytatott a magyar nyelvterületen. Az irodalom-történeti szempontból elhanyagolt és pusztulófélben lévő témákat összegyűjtötte. Kiadatlan hagyatéka megközelítőleg 50 kéziratos kötetből áll.

## Magánélete
1933-ban házasságot kötött Székler Klárával.

## Művei
- A Kerepesi-úti temető költészete (Budapest, 1934)
- A Kerepesi-úti temető nagy halottai (Budapest, 1938)
- A Kerepesi-úti izraelita temető nagy halottai és költészete (Budapest, 1941)